# Шебеко, Николай Николаевич
Никола́й Никола́евич Шебе́ко (3 (15) июля 1863 — 21 февраля 1953, Франция) — русский дипломат, посол в Австро-Венгрии.

## Биография
Сын военного и государственного деятеля Николая Игнатьевича Шебеко; мать — племянница Натальи Пушкиной, Мария Ивановна Гончарова. Родился в Петербурге 3 (15) июля 1863 года; был крещён 4 сентября 1863 года в дворцовой церкви Петергофа в при восприемстве И. М. Мальцова и княгини Е. С. Мещерской.
По окончании Пажеского корпуса в 1884 году был выпущен корнетом в Кавалергардский полк; был зачислен во 2-й эскадрон. Служил в полку до 1895 года; вышел в отставку штабс-ротмистром и поступил на службу в Министерство иностранных дел, получив звание камер-юнкера. С 1897 года служил в российских посольствах: 2-м секретарём посольства в Вене (1897—1899), 1-м секретарём посольств в Копенгагене (1899—1904) и Париже (1904—1906). В 1901 году получил звание камергера.
В 1906 году был вызван в Санкт-Петербург и был представителем министерства иностранных дел в Государственной думе. С 1909 года — советник российского посольства в Германии; в 1908 году был награждён орденом Св. Владимира 4-й степени; с 18 апреля 1910 года — действительный статский советник. В том же году получил придворный чин шталмейстера.
В 1912—1913 годах русский посланник в Румынии, в 1913—1914 посол в Австро-Венгрии (отозван с началом Первой мировой войны).
Во время Гражданской войны в России находился в составе Добровольческой армии. В 1920 году эмигрировал во Францию.
С марта 1922 года состоял членом Центрального комитета Русского народно-монархического союза. Был председателем «Союза пажей» и членом общества «Икона».
Умер 21 февраля 1953 года в Ментоне.

## Награды
Был отмечен многими российскими и иностранными орденами:
российские
- орден Св. Станислава 2-й ст. (1899)
- орден Св. Анны 2-й ст. (1902)
- орден Св. Владимира 4-й ст. (1908)
- орден Св. Станислава 1-й ст. (1913)
- орден Св. Анны 1-й ст. (1915)

иностранные
- мекленбург-шверинского ордена Грифона кавлерский крест (1890)
- черногорский орден Князя Даниила I 4-й ст. (1894)
- испанский орден Изабеллы Католической, кавалерский крест (1895)
- командорский крест португальского ордена Христа Спасителя (1895)
- болгарский орден Св. Александра 4-й ст. (1896)
- прусский орден Короны 3-й ст. (1898)
- болгарский орден «За гражданские заслуги» 3-й ст. (1898)
- австрийский орден Железной короны 3-й ст. (1900)
- французский орден Почётного легиона, офицерский крест (1907)
- прусский орден Красного орла 2 ст. (1910)

## Семья
Был женат на княжне Анне Анатольевне Куракиной (1871—1958). Их дети:
- Александр (1892—1927, Нёйи-сюр-Сен), выпускник Александровского лицея, кавалергард, участник Первой мировой войны и Белого движения[6].
- Георгий (1895—1946, Париж), кавалергард, участник Киевской офицерской добровольческой дружины[6].